# Lycosa rimicola
Lycosa rimicola là một loài nhện trong họ Lycosidae.
Loài này thuộc chi Lycosa. Lycosa rimicola được William Frederick Purcell miêu tả năm 1903.